# 集義祠
24°56′18″N 121°04′55″E / 24.938246°N 121.081853°E
溪南集義祠，是位於臺灣桃園市楊梅區豐野里的陰廟，輪祀圈分為八大庄，涵蓋楊梅、新屋，及新竹的湖口、新豐地區。

## 廟宇沿革

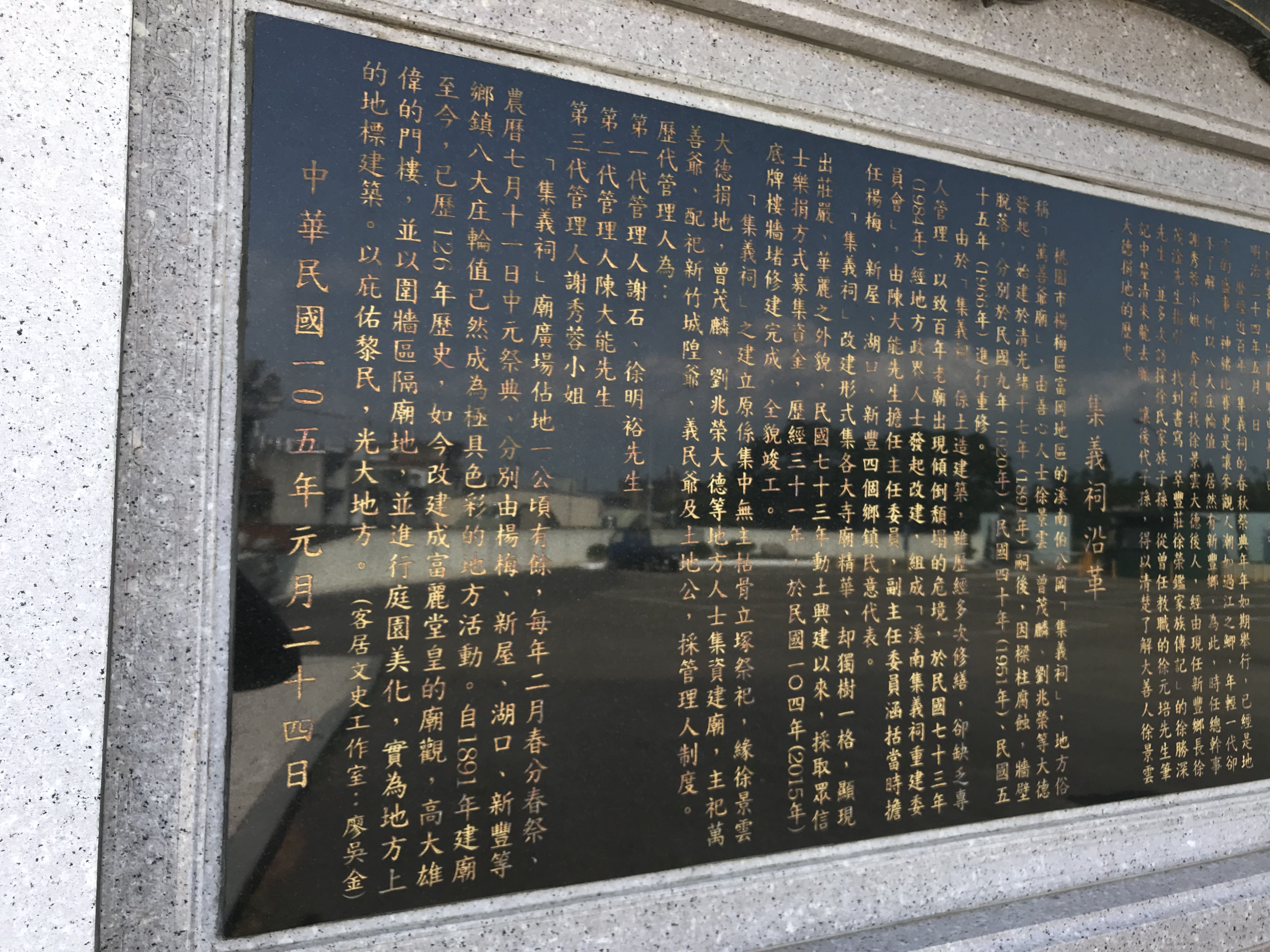
沿革

光緒十七（1891年）由曾茂麟及劉兆榮等地方人士捐資，徐慶江（徐景雲）捐地建立此陰廟。廟名最早為「萬善祠」，1902年登記為「伯公岡集義祠」。
1991年，彭連聲等多名信徒捐資重建。改建的廟宇內部採用大面積的採光罩，一改陰廟陰森之感。廟前方整理為停車場，兼作富岡國小接送上下學的場所。正門及側面外牆裝飾石雕，敘述忠孝節義故事。重建基金除用於寺廟重建，並捐贈給八大庄國中小學作為獎學金。
2015年2月1日舉行牌樓新建開工典禮。

## 祭祀活動
地方耆老認為新豐鄉重興村的徐家，當初能為墾荒先民蓋集義祠祭祀，是後代得以享受榮華富貴的原因。此廟早期僅按時將地方上無人奉祀的枯骨集中堆放，繼而主祀萬善爺，並迎請新竹城隍廟城隍爺，左側則配祀褒忠亭義民廟義民爺神位，右側陪祀福德正神。
八年為一輪的輪祀圈分為以下八大庄：1.伯公岡楊梅區(富岡、富豐里）；2.頭湖、二湖、三湖、四湖楊梅區(三湖、上湖、頭湖三里)；3.上陰影窩、員笨（楊梅區瑞原、員本二里）；4.下陰影窩、社子（楊梅區豐野里及新屋區社子里一部分）；5.十五間、槺榔（新屋區望間里、槺榔里）；6.大坡、後庄（新屋區大坡、後庄里）；7.新豐鄉的福興、後湖村。湖口鄉的和興、東興村）；8.新豐鄉青埔、中崙、重興、員山、崎頂、忠孝、上坑、鳳坑、松林等村、湖口鄉德盛、東興及和興村一部分）。
農曆七月十一日的中元祭典，與義民節相差不大，並也有神豬比賽。像新屋居民許松源在大坡村、後庄村輪值時，就會飼養大豬公參賽，多來餘年不曾中斷。依據一位老廟祝的說法，某次中元祭典剛好颱風來襲，信徒們無法把神豬送到集義祠前，廟祝竟被祠內所供亡魂吵一整夜，從此祭典就不曾再有因故停辦。像是在1990年時中元祭祀正好遇到颱風，各地食客依然湧進，將富岡內外交通全塞住。
春分時則舉行春祭。

## 廟地問題

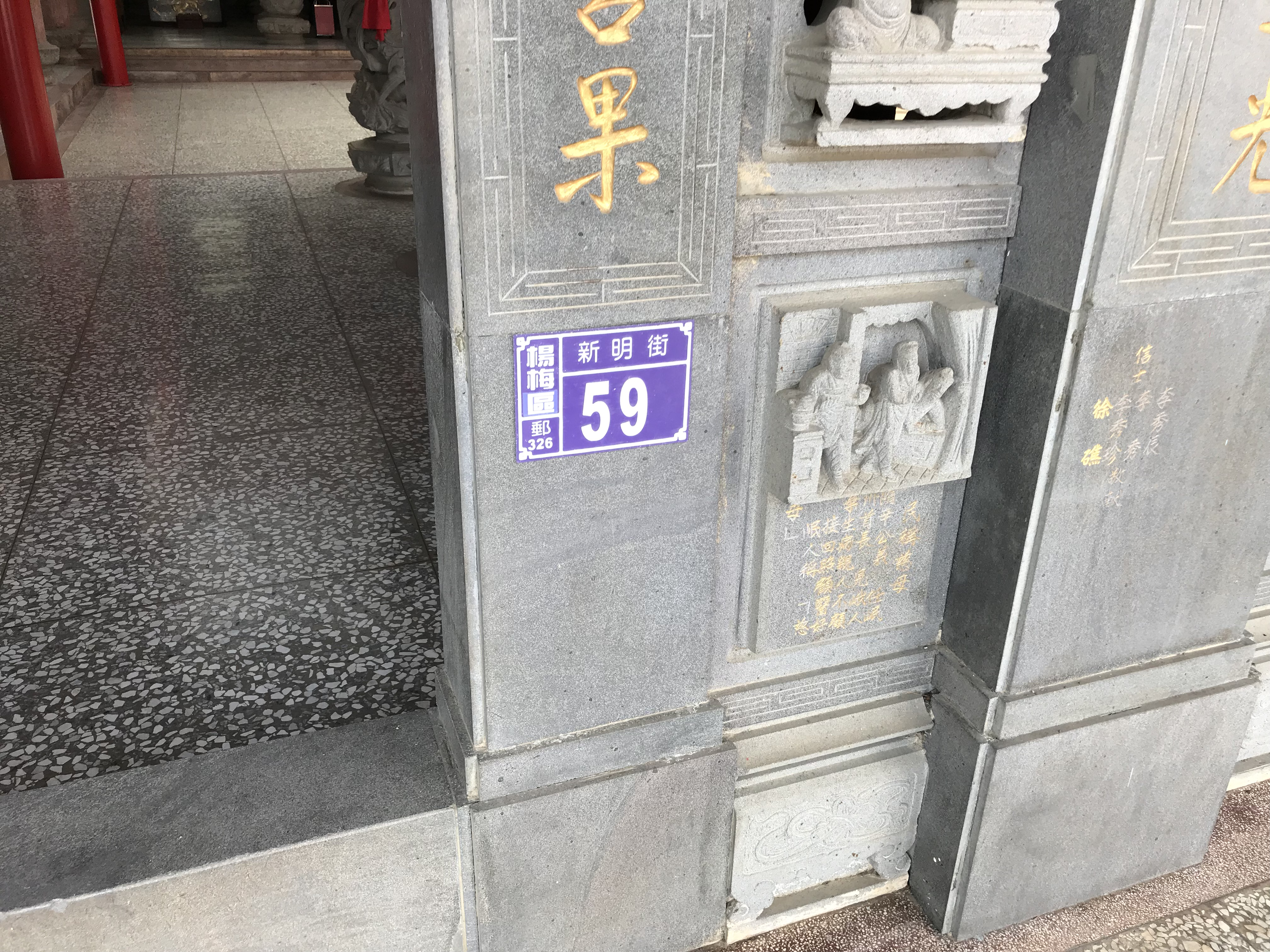
集義祠在新明街59號。

### 學校地
日治時期，謝春妹將伯公岡段及下陰影窩段等6筆約1公頃廟地出售，建立了今日的富岡國小，土地卻登記在廟方下。
1973年桃園縣政府完成辦理富岡國小土地徵收作業後，集義祠才發現政府未給徵收補償費，遂於1984年開始向省府、內政部等單位進行行政訴願，直到1989年間行政法院判決集義祠勝訴，撤銷校地徵收。後來報導校地是登在廟方名下，而廟方不用為此地繳地價稅。

### 居住地
廟方周圍土地從日治時代起，就被居民佔滿。2013年報導時，廟產8公頃地中就有3000坪被住戶長年占用。
廟旁的民生街拓寬後，佔有廟地的居民領取了補償費，被國稅局查出，向集義祠追繳5年的地價稅。廟方自2010年開始逐一通知占用者，希望逐戶簽下租賃契約，不收租金，至少使用者要付地價稅。但多數居民置之不理，已繳交新台幣270萬餘稅金的管委會只好請律師控告，包括當地的前豐野里長張麟造也是被告之一。
2013年1月15日，近百佔據戶到集應祠抗議，楊梅市長彭聖富及縣議員李家興、周玉琴、張火爐、陳賴素美到場關切、協調。住戶表示已世居至少兩代，且廟方只要有增建，都大力捐輸蓋廟。一名抗議的彭姓住戶表示，5年的地價稅平均每戶就達15萬至19萬餘元不等。結果是廟方同意不追討5年租金，承租契約也自2012年開始算，每戶月繳270元，占用戶接受。2年後，富豐里長曾增有、豐野里長王廷俊，因為占用戶租金，去質疑廟方財務未透明。